# Ghiacciaio Cambridge
Il ghiacciaio Cambridge è un ghiacciaio lungo circa 22 km situato nella regione centro-occidentale della Dipendenza di Ross, in Antartide. Il ghiacciaio, il cui punto più alto si trova a circa 2000 m s.l.m., segna il particolare il confine occidentale della dorsale Convoy e fluisce verso sud, partendo da una sella tra la dorsale, a est, e i colli Coombs, a ovest, scorrendo tra queste due formazioni fino a unire il proprio flusso a quello del ghiacciaio Mackay, tra il monte Bergen e il nunatak Gateway.

## Storia
Il ghiacciaio Cambridge è stato mappato dai membri della spedizione Terra Nova, condotta dal 1910 al 1913 e comandata dal capitano Robert Falcon Scott, ma è stato così battezzato solo in seguito dai membri della squadra neozelandese della spedizione Fuchs-Hillary, condotta dal 1956 al 1958, che esplorarono l'area del ghiacciaio nel novembre 1957, in onore dell'Università di Cambridge, che pubblicò molti degli articoli scientifici riguardanti le esplorazioni antartiche e scritti da coloro che vi avevano preso parte.